# Минеев, Александр Анатольевич
Алекса́ндр Анато́льевич Мине́ев (4 марта 1964, Москва — 22 января 2014, Королёв, Московская область) — российский предприниматель, мультимиллионер, один из лидеров «нового русского бизнеса» 1990-х годов, основатель первого в России супермаркета электроники.
Один из первых российских бизнесменов, предпринимательством начал заниматься в конце 1980-х годов на закате советской эпохи. В начале 1990-х основал первую в России сеть магазинов по торговле бытовой и офисной техникой под названием «Партия». Первым в России начал массовую торговлю ксероксами. В 1996 году оборот торговой компании превысил 580 млн долларов, в результате чего «Партия» стала абсолютным лидером на рынке бытовой и офисной техники.
К 2014 году являлся владельцем недвижимости в престижных районах Москвы на общую сумму более 700 млн долларов. Ряд объектов, принадлежавших Минееву, находится на Кутузовском проспекте, Рублёвском шоссе, Старой площади, Лубянской площади. Всё имущество Минеева оценивалось в 1 млрд долларов, однако после его гибели нотариус обнаружил наследство только в три подержанных автомобиля.
Убит в Подмосковье в результате покушения 22 января 2014 года. Основной мотив преступления — рейдерский захват недвижимости Минеева.

## Биография

### Образование и начало карьеры
Родился 4 марта 1964 года в Москве в рабочей семье. Окончил Московский приборостроительный институт. О своём образовании Минеев кратко упомянул: «Учился, но не мучился». К началу 1990-х годов Минеев работал менеджером в фирме «Томо», продававшей офисные телефонные станции Panasonic. Покинул фирму «Томо» Минеев после того, как владелец отклонил его предложение добавить к телефонии весьма перспективные по тем временам товары — компьютеры и оргтехнику. Тогда Минеев решил осваивать многообещающий рынок самостоятельно. В качестве партнёра привлёк Михаила Кузнецова, который имел опыт торговли копировальными аппаратами. В 1992—1994 годах у Минеева было три магазина, предлагавших покупателям телефоны, компьютеры и оргтехнику. В начале 1990-х годов на ненасыщенном российском рынке предпринимателям, сумевшим найти стартовый капитал, торговля техникой приносила чрезвычайно быстрые и внушительные доходы. По свидетельствам топ-менеджеров, рентабельность таких торговых сетей в России тогда достигала 200 % в месяц.

### Торговый бизнес
В 1992 году совместно с Кузнецовым Минеев создал фирму «Партия». Финансовый успех компании был связан с использованием новаторских для российского бизнеса технологий ретейла. «Партия» стала первой компанией в России, открывшей магазин электроники со свободной выкладкой товара — супермаркет на Калужской площади, а также первой внедрила практику распродаж. «Партия» первой из продавцов техники начала телевизионную рекламу: в траслировавшемся по телевидению видеоролике креативный колдун под магическую музыку «создавал» ксерокс. Потребителям запомнился также её слоган. Назвать фирму «Партией» Минееву предложили журналисты Леонид Милославский и Андрей Васильев (на разных этапах имевшие отношение к издательскому дому «Коммерсантъ»). Васильев затем придумал броский и запоминающийся лозунг: «Вне политики! Вне конкуренции!».
Гендиректором фирмы «Партия» стал Кузнецов, а Минеев — его заместителем. Однако контрольные пакеты оставались за Минеевым, как идеологом бизнеса. Отмечалось, что в финансах Минеев разбирался слабо, однако он был «генератором идей» по части ассортимента продукции, продаж, маркетинга и организационных вопросов бизнеса, при этом отличался обострённой интуицией. Одной из новаторских идей Минеева, повлёкшей бурный рост бизнеса, было параллельное развитие оптовой и розничной торговли — ёмкость потребительского рынка была тогда в России огромна. Учитывая это, Минеев действовал с мощным географическим размахом. Расширяя дилерскую сеть, фирма «Партия» нашла партнёров даже в Хабаровске и Владивостоке. Крупные объёмы закупок и статус официального дистрибутора давали возможность компании получать у поставщиков большие скидки. При этом розничные цены в магазинах «Партии» были наиболее высокими среди конкурирующих сетей, что не отпугивало привлечённых широчайшим выбором и известнейшими брендами покупателей. Это обеспечивало фирме колоссальную рентабельность. Отмечалось, что в магазинах Минеева можно было купить «всё, что включается в розетку», при этом новые модели техники появлялись в розничной продаже спустя неделю после того, как выходили их анонсы на Западе. «Партия» была крупнейшим в России дилером торговой марки Hewlett-Packard. Изобретением Минеева стала и его новая система отбора и подготовки продавцов в магазинах.
Характерной особенностью бизнеса партнёров была не аренда, а приобретение магазинов в собственность, что принесло владельцам существенные выгоды в долгосрочной перспективе. В 1994 году «Партия» занялась бытовой техникой и электроникой. В 1996 году оборот фирмы «Партия» превысил 580 млн долларов. По этому показателю компания более чем в 4 раза опережала «М.Видео» — вторую на рынке со 120 млн долларов. К этому времени «Партия» имела 10 магазинов в Москве и около 200 дилеров в российских регионах.
Предметом особой гордости Минеева был магазин «Генерал Электрик», располагавшийся в здании федерального исторического памятника в Москве на углу Малого Черкасского переулка и Новой площади. Магазин выходил витринами непосредственно на Лубянскую площадь и квартал ФСБ РФ. В этом здании в феврале 1999 года Минеев открыл универмаг «Мода-Домино», где продавалась продукция всемирно известных брендов Pierre Cardin, Givenchy, Kenzo, Cacharel.
В 1997 году «Партия» открыла сеть магазинов «Домино», где наладила торговлю дорогостоящей одеждой, обувью и элитной мебелью. На кризис 1998 года бизнесмены отреагировали перепрофилированием «Домино» на продажу товаров для дома. В это же время компанию покинули Михаил Кузнецов и ряд топ-менеджеров. Несмотря на снижение оборота, сеть «Домино» продолжала работать до 2003 года.
До 2004 года Минеев некоторое время контролировал банк «Рост», затем выгодно продал свою долю. В том же году фирма «Партия», которая стала именоваться торгово-финансовой группой, вступила в проблемный период: в результате насыщения рынка спрос на бытовую технику упал, пришлось сократить объёмы закупок, сотрудникам стали задерживать зарплату. По оценкам экспертов, компания не сумела сориентироваться в новой рыночной и ценовой ситуации, когда электронику стала массово приобретать не элита, а средний класс. В 2005 году фирма «Партия» окончательно прекратила торговлю.

### Арендный бизнес
Благодаря резко выросшей цене на недвижимость Минеев после выхода из ретейла остался весьма состоятельным человеком. Продав часть находившихся в собственности помещений и сдав другую часть в аренду, Минеев перебрался в Великобританию, жил в Лондоне в качестве рантье, стал называть себя «пенсионером» и мало вмешивался в управление своими резко подорожавшими активами в Москве, Санкт-Петербурге и других городах России. Всего в России бизнесмен оставил 21 объект недвижимости, в том числе торгово-офисный центр в доме № 88 на Кутузовском проспекте, торговые центры у метро «Таганская» и на Калужской площади, здания на Лубянской и Старой площадях. Недвижимость приносила Минееву, как конечному бенефициару, через управляющую компанию «Евразия» ежемесячный доход от субаренды в сумме 350 миллионов рублей.

### Бракоразводный процесс
В середине 2000-х годов, проживая в Лондоне, Минеев столкнулся с кризисом в семейной жизни и оказался вовлечён в затяжной бракоразводный процесс, что негативно отразилось на его состоянии. Высокий суд Лондона присудил бывшей жене и трём детям Минеева значительную часть зарубежной недвижимости бизнесмена и обязал выплатить им 30 миллионов фунтов стерлингов. В частности, Минеев потерял почти всю недвижимость в Лондоне. В 2012 году бизнесмен, однако, в Никулинском райсуде отсудил у бывшей жены несколько элитных квартир в Москве общей стоимостью более 100 млн рублей. Последствия развода и сложности, возникшие при разделе имущества, рассматривались в 2014 году сыщиками в качестве одной из версий убийства Минеева.

### Конфликт с дагестанской группировкой
Летом 2012 года Минеев возвратился в Россию и сам встал у распорядительных рычагов компании «Евразия», сдававшей в аренду его недвижимость. Заменив почти всех топ-менеджеров, Минеев рекрутировал новых сотрудников, среди которых оказалось много случайных и непроверенных лиц с сомнительными биографиями и репутацией. Сам Минеев, по свидетельствам, в последние годы жизни нередко злоупотреблял алкоголем, многие важные кадровые решения принимал в ходе застолий. Конфликт, окончившийся трагической развязкой, начался той же осенью, когда Минеев уволил одного из топ-менеджеров «Евразии»: как оказалось, уроженец Дагестана располагал поддельными документами на три разные фамилии. Вместе с его уходом из компании исчезли важные документы. Через месяц в московский офис «Евразии» прибыла с обыском группа сотрудников МВД Дагестана с санкцией на выемку документов по расследуемому в республике делу о финансировании боевиков. Поводом к обыску послужило обнаружение в одном из горных сёл документа с печатью ООО «Евразия».
В декабре 2013 года Центробанк РФ отозвал лицензию у «Инвестбанка», где находились счета 18-ти фирм, контролируемых Минеевым. Среди них — ООО «Лубянка», ООО «На Большой Полянке», ООО «У Таганки» и другие; их учредителями были многоярусные офшорные структуры, длинная цепочка которых приводила к конечному бенефициару — Минееву. Когда предприниматель попытался открыть новые счета и получить выписки из ЕГРЮЛ, то выяснилось, что учредителями всех его фирм указаны неизвестные Минееву офшорные структуры, гендиректорами которых значились некие уроженцы Северного Кавказа. Минееву стало ясно, что по поддельным документам жители Дагестана начали захватывать его бизнес. Чтобы воспрепятствовать планам криминальной группировки, в начале 2014 года Минеев обратился в правоохранительные органы и стал создавать новую службу безопасности. При этом от усиленной личной охраны Минеев отказался, полагая, что в Подмосковье, где он жил, ему ничего не грозит, а в Москве он бывал редко.

### Особенности характера и личности
Современники и деловые партнёры отмечали энергичный креативный ум, интуицию, решительность, крутой нрав, изрядную долю надменности, деловой снобизм Минеева. При этом было затруднительно определить, являлся ли этот снобизм изначальным отражением его характера или же на Минеева так подействовали быстро пришедшее к нему богатство и коммерческий успех. Как отмечал председатель совета директоров компании «Мир» Александр Кабанов, из-за чувства превосходства, которого Минеев не скрывал, с ним было трудно общаться. Хотя всё, что говорил Александр, казалось логичным и обоснованным.

### Убийство
После возвращения в Россию Минеев проживал с подругой в коттеджном посёлке Загорянский в ближнем Подмосковье. Его офис располагался в Королёве, куда с докладом к шефу ездили из Москвы все топ-менеджеры фирмы «Евразия».
Александр Минеев был застрелен днём 22 января 2014 года в центре Королёва на улице Циолковского во время поездки из посёлка Загорянка в Москву, когда его Range Rover остановился на пешеходном переходе. Киллеры произвели 27 выстрелов из автомата Калашникова, семь пуль попали в цель. От полученных ранений Минеев скончался на месте, его водитель-телохранитель не пострадал. Возбуждено уголовное дело.
Похоронен на Хованском кладбище. Бывшая жена и трое его детей не прибыли из Англии на траурную церемонию, опасаясь за свою жизнь.

#### Расследование
В ноябре 2014 года стало известно, что обвинение в убийстве и мошеннических действиях с имуществом потерпевшего предъявлено бывшему топ-менеджеру компании Минеева Борису Караматову, а также его сообщнику, предполагаемому генералу ГРУ Дмитрию Куриленко (который, по версии, хотел захватить принадлежащее Минееву помещение на Кутузовском проспекте площадью в 3000 м² под ресторан). Обвинение в причастности к покушению на хищение имущества Минеева предъявлено и бывшей начальнице юридической службы убитого бизнесмена Юлии Егоровой, именно она переписала объекты Минеева на дагестанцев. В 2015 году по обвинению в организации убийства Минеева и мошенничестве с его имуществом московским судом заочно арестован зять Бориса Березовского Георгий Шуппе, проживающий в Великобритании. В соучастии в преступлении подозревается и его знакомый бизнесмен Михаил Некрич. Согласно журналистскому расследованию Евы Меркачевой, нити организации убийства Минеева ведут к ныне отставным силовикам российской военной разведки, а непосредственными исполнителями, вероятнее всего, были уроженцы Дагестана.
В мае 2019 года в ряде российских СМИ появилась информация о причастности банкира Германа Горбунцова к захвату активов и убийству Минеева. В частности, с такими обвинениями в адрес Горбунцова выступил молдавский политик и бизнесмен Ренато Усатый.

### Наследство
Нотариус Алексей Соловьёв, занимающийся наследственным делом Минеева, вскоре после гибели бизнесмена объявил его наследникам, в том числе старшему из трёх детей сыну Всеволоду (проживающему в Великобритании), что не обнаружено никакого существенного имущества, зарегистрированного непосредственно на убитого миллиардера, — кроме трёх подержанных автомобилей. Среди имущества Минеева не найдено ни торговых центров, ни банковских счетов, ни квартир, ни загородных домов. В 2015 году девушка по имени Валерия сделала нотариусу заявление, что отец её малолетнего ребенка — Александр Минеев. Валерия подала нотариусу требование о признании её ребёнка наследником Минеева.

## Личная жизнь и увлечения
Был поклонником группы «Аквариум», дружил с музыкантом Борисом Гребенщиковым. Увлекался кинематографом и итальянской оперой. Среди близких друзей Минеева — бизнесмен Олег Бойко. О своих достижениях и интересах вне бизнеса Минеев скромно отшучивался: «Перепрыгнул с шестом через шахматную доску».
Был знаком лично с лидерами солнцевской ОПГ, дружил с ответственными сотрудниками ФСБ, Федеральной таможенной службы.
Приближаясь к 50-летнему юбилею, до которого бизнесмен не дожил полтора месяца, Минеев испытывал серьёзные проблемы со здоровьем, страдал тяжёлой формой диабета, у него началась гангрена левой ноги. В злополучный день Александр ехал в Москву на приём к врачу.